# Fusarium poae
Fusarium poae är en svampart som först beskrevs av Peck, och fick sitt nu gällande namn av Hans Wilhelm Wollenweber 1913. Fusarium poae ingår i släktet Fusarium och familjen Nectriaceae.   Inga underarter finns listade i Catalogue of Life.

## Källor

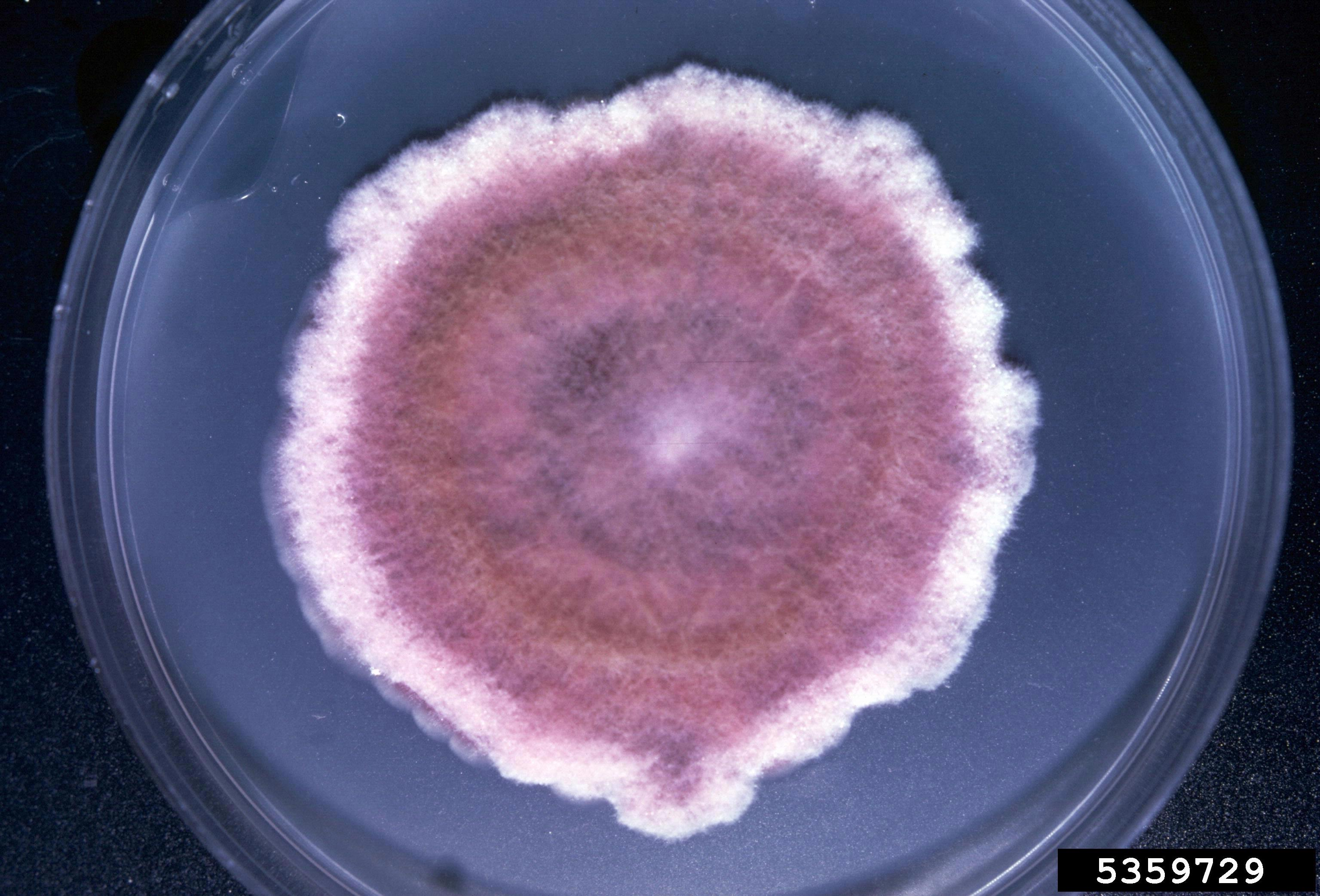